# Горан Гвардиол
Горан Гвардиол (Сарајево, 1948) је српски сликар.

## Биографија
Рођен је 1948. године у Сарајеву. Дипломирао је на Факултету ликовних уметности Универзитета уметности у Београду. Самостално је излагао у Београду 1974. и 1976. Учествовао је на групним изложбама у Октобарском салону 1974, 1975. и 1977, изложби „Војници ликовни уметници” у Београду 1974, изложбама Удружења ликовних уметника Србије у Београду, Крагујевцу, Нишу и Пироту 1975, 1976. и 1977. и изложбама „Цртеж и мала пластика” 1975. и 1976. године. Добитник је треће награде на изложби „Војници ликовни уметници” 1974. и награде Кристе Ђорђевић на изложби новопримљених чланова у Београду 1975.